# Salt BASE

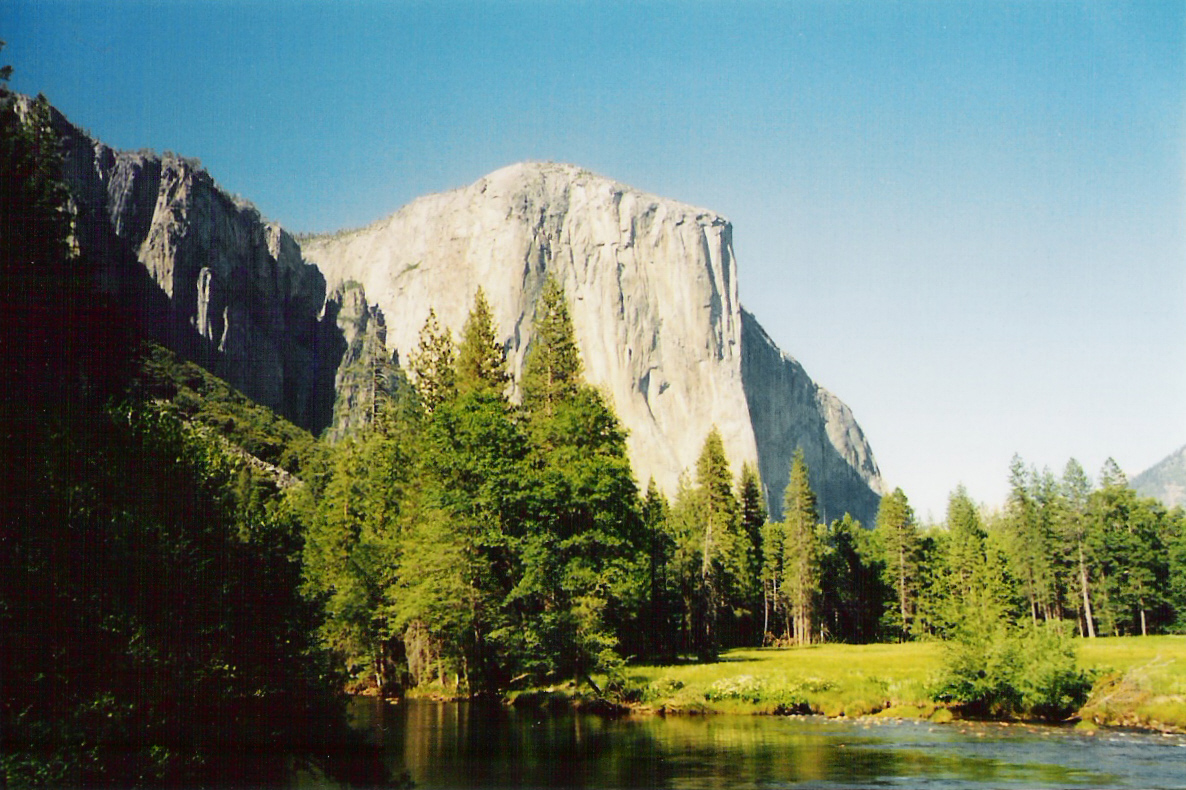
El Capitan, Parc Nacional de Yosemite

El salt BASE és una modalitat de paracaigudisme que consisteix a saltar des d'un lloc fix, no des d'una avioneta. El terme BASE és un acrònim anglès que denomina les 4 categories d'objectes fixos des d'on es pot saltar en la pràctica d'esports de risc:
- Building  - Edifici.
- Antenna  - Antena (xemeneies o torres de línia elèctrica també entren en aquesta categoria).
- Span  - Pont (literalment: tram o ull de pont). També pot ser un pilar d'un pont penjant.
- Earth  - Terra (precipici o formació natural).

L'acrònim “B.A.S.E.” va ser obra del director de cinema Carl Boenish qui, el 1978, va filmar els primers salts des d'“El Capitan” .
El salt BASE és considerat per molts el més extrem dels esports extrems. El risc és elevat, però molt calculat i controlat. Els participants d'aquest esport estudien cada salt abans de realitzar-lo i només ho fan si les condicions són adequades. S'acostuma a recomanar haver fet uns 100 salts des d'un avió abans de practicar el salt BASE, ja que hi ha molt més risc. Aquest esport ja ha sigut acceptat com un esport aeri a Espanya i hi ha diverses escoles on aprendre aquesta modalitat.
Habitualment s'utilitza un sol paracaigudes especial. L'ús d'un paracaigudes de reserva, com es fa en salts des d'un avió, no té gaire sentit, ja que normalment es salta de cap des de poca altura comparat amb un salt d'avió. Es tracta, doncs, de salts molt breus en els que no hi hauria temps d'activar un paracaigudes de reserva en cas que el principal fallés. És per això que els paracaigudes que s'usen s'assemblen més als de reserva que als principals utilitzats en els salts d'avió.
Un salt BASE s'ha de fer amb l'equipament específic per salt BASE, ja que les necessitats, les forces i el temps d'obertura del paracaigudes són molt diferents.

## Diferència amb el paracaigudisme

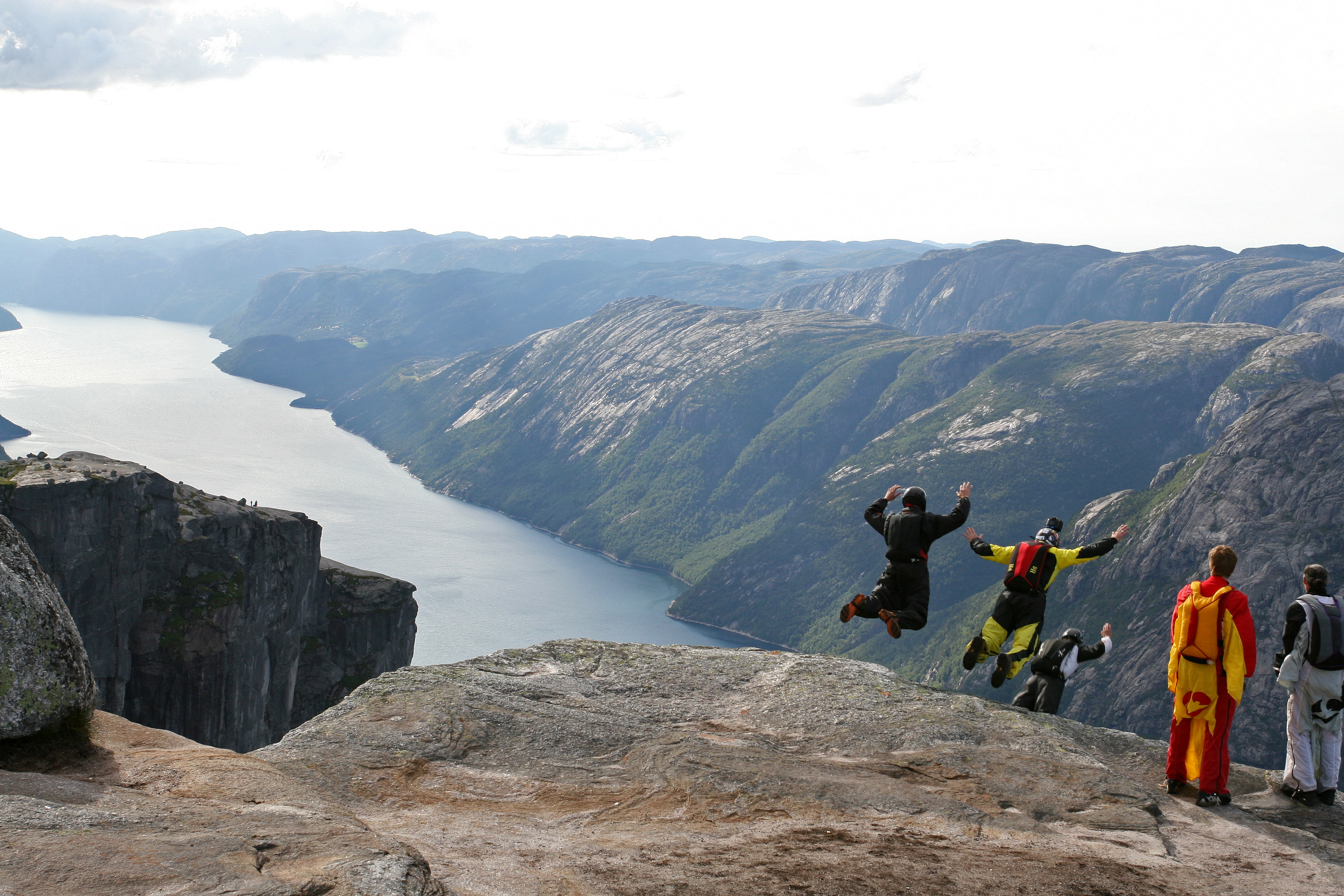
Kjerag, Noruega

Els salts BASE es fan generalment des d'altituds més baixes que les habituals en el paracaigudisme i per això s'adquireix una velocitat aèria més baixa de manera que molt rarament s'arriba a la velocitat terminal d'un paracaigudista, que està al voltant de 190 km/hora.
Els paracaigudistes utilitzen el corrent d'aire per estabilitzar la seva posició, permetent que el paracaigudes s'obri de forma neta. Els saltadors BASE, caient a velocitats més baixes, tenen menys control aerodinàmic i poden voltejar i perdre el control, de manera que la posició del cos en el moment de saltar és molt important perquè determina l'estabilitat del vol en els primers segons, abans d'arribar a una velocitat aèria suficient per permetre l'estabilitat aerodinàmica.
També pot passar que el saltador no estigui encarat en la direcció correcta. Una obertura del paracaigudes estant girat d'aquesta manera, mirant en una direcció diferent que la que es tenia en el moment del salt, ha produït cops contra l'objecte del qual es saltava o ha causat greus lesions i morts. Aquesta rotació no és problema en el paracaigudisme, de fet resulta indiferent en la majoria de les ocasions.
Es recomana que un paracaigudista experimentat obri el seu paracaigudes abans dels 600 metres. En aquell moment, si ja ha estat en caiguda lliure almenys 300 metres, el paracaigudista estarà viatjant a 275 km/h i està a 11 segons del terra. 
En canvi, la majoria dels salts BASE es fan des de menys de 600 metres, per tant el temps de caiguda lliure és molt més curt, molt sovint de menys de 10 segons. Es recomana obrir el paracaigudes aproximadament a la meitat del salt, degut al fet que hi ha poc temps de reacció.

## Material

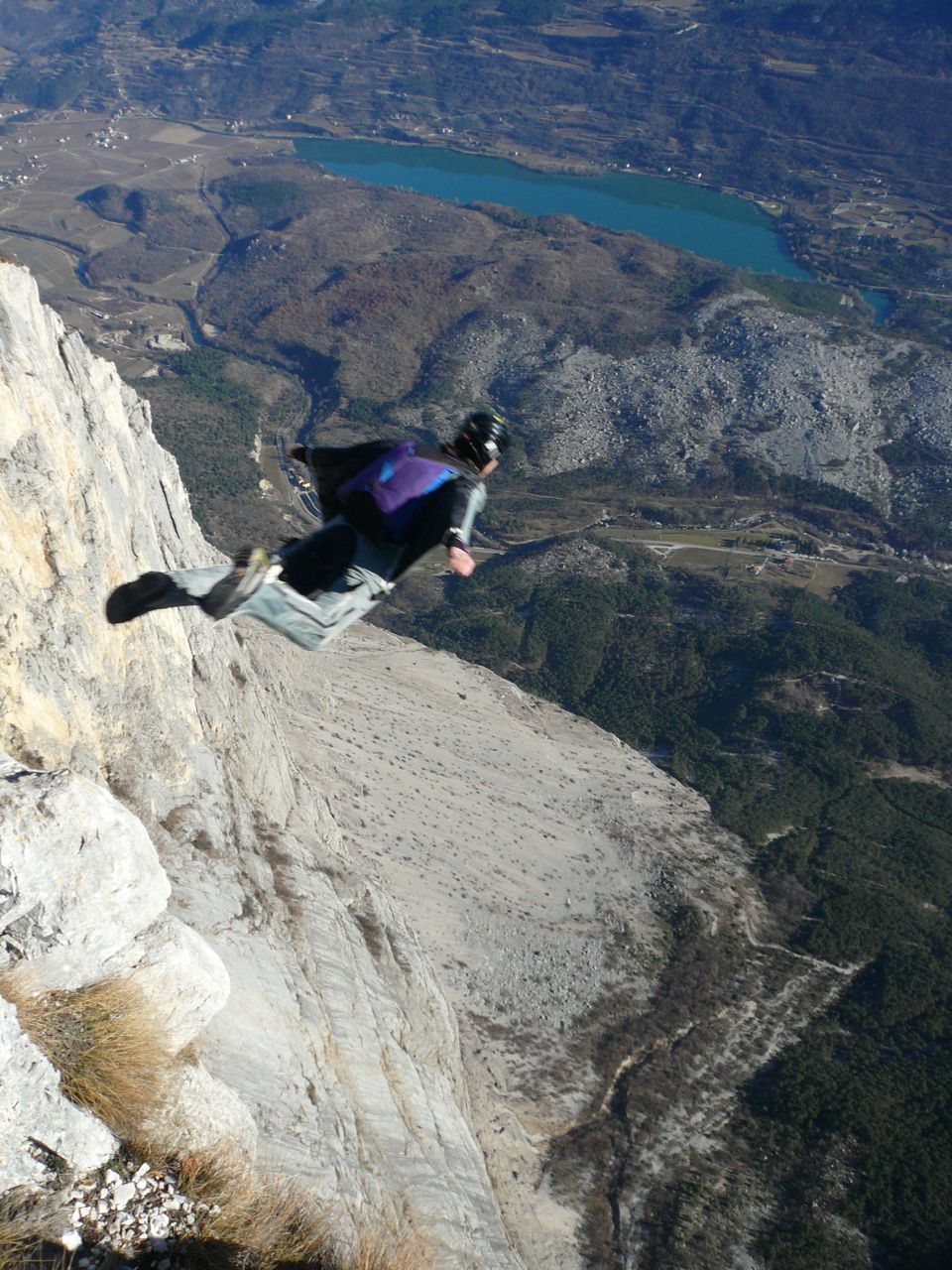
Wingsuit

El material necessari per realitzar un salt BASE és:
- Paracaigudes (un paracaigudes fet especialment pel salt BASE costa entre 1200 i 1800 €)
- Casc
- Ulleres

Voluntàriament es poden portar guants i roba paravent. A més, hi ha l'opció de dur un vestit dissenyat expressament per planejar, el Wingsuit, que desplega unes membranes entre els peus i entre els braços i el cos.